# 圣老楞佐圣殿 (佛罗伦萨)

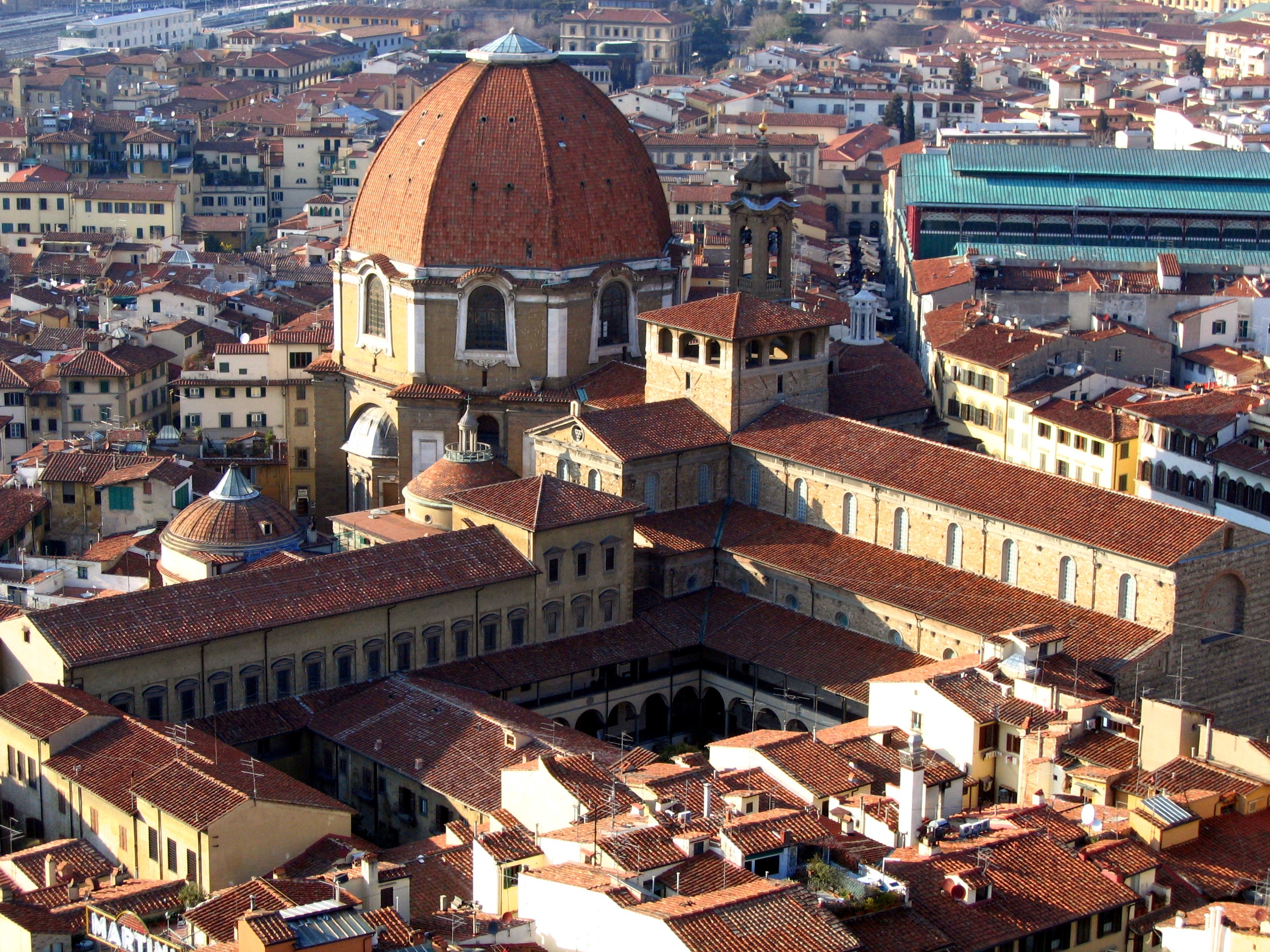
带穹顶的十字形教堂

佛羅倫斯聖老楞佐大殿（義大利語：Basilica di San Lorenzo）是意大利佛罗伦萨的一座大型教堂，位于该市市中心商业区，是美第奇家族的安葬地。它是佛罗伦萨最古老的教堂之一，祝圣于393年，位于城墙以外，曾经作为主教座堂300年。

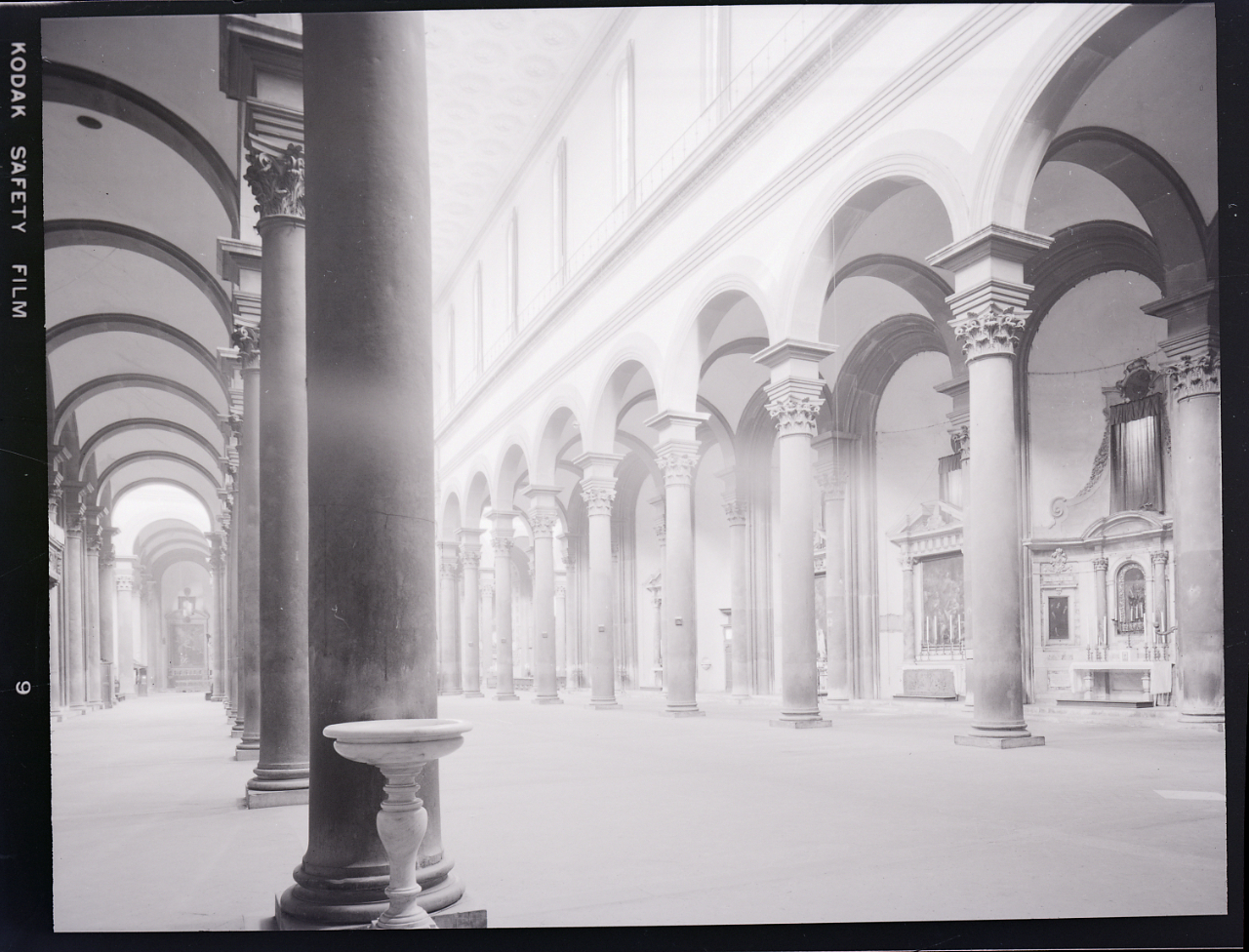
圣老楞佐圣殿